# San Francisco 49ers 2001
La stagione 2001 dei San Francisco 49ers è stata la 51ª della franchigia nella National Football League.

## Scelte nel Draft 2001
| Giro | Scelta | Giocatore       | Ruolo          | College       |
| ---- | ------ | --------------- | -------------- | ------------- |
| 1    | 7      | Andre Carter    | Defensive End  | California    |
| 2    | 47     | Jamie Winborn   | Linebacker     | Vanderbilt    |
| 3    | 80     | Kevan Barlow    | Running Back   | Pittsburgh    |
| 6    | 169    | Cedrick Wilson  | Wide Receiver  | Tennessee     |
| 6    | 179    | Rashad Holman   | Defensive Back | Louisville    |
| 6    | 191    | Menson Holloway | Defensive End  | Texas El-Paso |
| 7    | 209    | Alex Lincoln    | Linebacker     | Auburn        |
| 7    | 224    | Eric Johnson    | Tight End      | Yale          |

Fonte:

## Partite

### Stagione regolare
| Turno | Data               | Avversario            | Risultato          | TV Ora             | Pubblico           |
| ----- | ------------------ | --------------------- | ------------------ | ------------------ | ------------------ |
| 1     | 9/9/2001           | Atlanta Falcons       | V 16–13 (DTS)      | FOX 4:15et         | 65,989             |
| 2     | 23/9/2001          | St. Louis Rams        | V 26–30            | FOX 4:15et         | 67,536             |
| 3     | 1/10/2001 (Lun.)   | at New York Jets      | V 19–17            | ABC 9:00et         | 78,722             |
| 4     | 7/10/2001          | Carolina Panthers     | V 24–14            | ESPN 8:30et        | 66,944             |
| 5     | 14/10/2001         | at Atlanta Falcons    | V 37–31 (DTS)      | FOX 1:00et         | 46,727             |
| 6     | Settimana di pausa | Settimana di pausa    | Settimana di pausa | Settimana di pausa | Settimana di pausa |
| 7     | 28/10/2001         | at Chicago Bears      | S 31–37 (DTS)      | FOX 1:00et         | 66,944             |
| 8     | 4/11/2001          | Detroit Lions         | V 21–13            | FOX 4:15et         | 67,605             |
| 9     | 11/11/2001         | New Orleans Saints    | V 28–27            | FOX 4:15et         | 68,063             |
| 10    | 18/11/2001         | at Carolina Panthers  | V 25–22 (DTS)      | FOX 1:00et         | 72,665             |
| 11    | 25/11/2001         | at Indianapolis Colts | V 40–21            | FOX 1:00et         | 56,393             |
| 12    | 2/12/2001          | Buffalo Bills         | V 35–0             | ESPN 8:30et        | 67,252             |
| 13    | 9/12/2001          | at St. Louis Rams     | S 14–27            | FOX 1:00et         | 66,218             |
| 14    | 16/12/2001         | Miami Dolphins        | V 21–0             | CBS 4:15et         | 68,223             |
| 15    | 22/12/2001 (Sab.)  | Philadelphia Eagles   | V 13–3             | FOX 4:15et         | 68,124             |
| 16    | 30/12/2001         | at Dallas Cowboys     | S 21–27            | FOX 1:00et         | 64,366             |
| 17    | 6/1/2002           | at New Orleans Saints | V 38–0             | FOX 1:00et         | 70,020             |

### Playoff
| Turno     | Data      | Avversario          | Risultato | Record | Pubblico |
| --------- | --------- | ------------------- | --------- | ------ | -------- |
| Wild card | 13/1/2002 | @ Green Bay Packers | S 15-25   | 12-5   | 67,685   |

## Premi
- Garrison Hearst:

comeback player of the year